# Casper van der Woude
Casper van der Woude, né le 17 mai 2000 à Westbroek, est un coureur cycliste néerlandais. Il est membre de l'équipe Metec-Solarwatt-Mantel.

## Biographie
Casper van der Woude est né en mai 2000 à Westbroek. Il commence sa carrière sportive à huit ans par le patinage de glace, qu'il pratique en compétition. Durant cette période, il s'initie également au cyclisme durant les périodes estivales pour se maintenir en forme. Après un certain temps d'adaptation, il décide finalement d'abandonner les patins pour le vélo en 2020, vers ses dix-huit ans,. Sa première saison est cependant perturbée par la pandémie de Covid-19, qui suspend une bonne partie du calendrier.
En 2021, il obtient diverses places d'honneur dans des courses néerlandaises et belges au niveau amateur. L'année suivante, il s'impose à une reprise, sous les couleurs du GRC Jan van Arckel. Il réalise un bon printemps 2023 en décrochant deux nouvelles victoires, à Dronten puis à Lexmond. La même année, il termine deuxième du championnat des Pays-Bas sur route, dans la catégorie des élites sans contrat. Grâce à ces bons résultats, il intègre l'équipe continentale Metec-Solarwatt-Mantel pendant l'été.
Lors de la saison 2024, il s'impose sur la dernière étape du Tour de Bohême du Sud. Il s'agit de son premier succès acquis sur une épreuve inscrite au calendrier de l'UCI. Quelques semaines plus tôt, il s'était classé deuxième du Midden-Brabant Poort Omloop. 

## Palmarès
- 2021
  - 2e du Graal Van Gromme
  - 3e du Ronde van Usquert
- 2022
  - Omloop van Schijndel
- 2023
  - CCM-Dronterland Zuiderzeeronde
  - Ronde van Lexmond
  - 2e du championnat des Pays-Bas des élites sans contrat
- 2024
  - Ronde van Lexmond
  - 4e étape du Tour de Bohême du Sud
  - 2e du Midden-Brabant Poort Omloop
  - 3e du Ronde van Oud-Vossemeer